# 許愛霓
許愛霓（原名：許瑜珊，英語：Yuki Hsu, 1984年6月18日—）是臺灣主持人、TEDxNeihu 創辦人、藝術品拍賣官及Youtuber，出生於臺灣台北市，世新大學新聞學研究所碩士畢業。擅長大型國際交流活動及電視外景節目主持。
於2013年因提倡減少碳排放及使用自然再生能源，以對抗全球暖化，獨自步行遊歷歐洲及台灣。
2019年獲選日本清酒協會推廣大使，發揚日本文化及提高女性在社會上的活躍度。

## 個人簡介
許愛霓出生於台北市，小時候夢想成為一名記者，大學時因為長得像女歌手徐懷鈺而被稱為Yuki，而後受到朋友邀約進入到經紀公司，從此便踏進主持演藝圈。除了電視節目外，也因其良好的英語能力，多次主持國際級典禮及記者會。
2013年9月，因受到日本311大地震的核災啟發，下定決心獨自前往歐洲，宣傳臺灣應捨棄核能發電，改為對環境更友善的發電方式，並希望獲得當地人的支持。前後花了99天，在歐洲以步行方式踏遍13個國家及37座城市努力提倡支持環保及使用綠能，期間蒐集到3700份廢核連署，希望喚醒台灣人關心核能及自然環境議題。
由於深受TED影片啟發，認同TED「好點子值得被分享」的理念，許瑜珊向美國TED總部提出申請，並在2019年獲得授權，成立「TEDxNeihu」，同年邀請到台塑集團創辦人王永慶的長孫王泉仁、陳立夫的孫子陳紹誠、台灣知名男藝人王陽明、知名造型師周筱筑等共13人演講。隔年(2020年)，則邀請到常言道創意創辦人蔣友常、金鐘獎主持人吳姍儒、知名作家兼DJ劉軒、魔術師陳日昇、華裔設計師Daniel Wong(黃偉豪)、男演員藍鈞天……等11位講者，成為台灣TEDx 大會受到最多新聞媒體報導的活動。

## 主持作品

### 電視主持
| 年份 | 播出頻道   | 節目名稱        |
| ---- | ---------- | --------------- |
| 2011 | 超級電視台 | 生活接力棒      |
| 2012 | 中天綜合台 | 超應王Super App |
| 2013 | 東森亞洲台 | 走進城市        |
| 2017 | 中天娛樂台 | 生活萬事通      |
| 2019 | 東風衛視   | 台灣好神氣      |
| 2021 | 東森綜合台 | 神蹟廟算        |

### 節目單元主持
| 頻道       | 節目                   | 單元主題                                                   |
| ---------- | ---------------------- | ---------------------------------------------------------- |
| 衛視中文台 | 歡樂智多星             | 資格賽 搶答PK                                              |
| 年代MUCH台 | 今晚誰當家             | 伴娘爆料麻辣內幕 甜蜜往事變諷刺！                          |
| 非凡新聞台 | News金探號             | 長灘島vs.帛琉 海島度假PK                                   |
| 東森超視台 | 綜藝大熱門             | 亞洲鬼屋變景點！一不小心就會踏進去？！                     |
| 三立綜合台 | 國光幫幫忙之大哥是對的 | 我誰～吃飽先睡一下！凡是求一個圓～聽不懂的網路用語要說啊！ |
| 非凡新聞台 | News金探號             | 小琉球vs.墾丁你愛誰？ 小孩子才做選擇! 乾脆連著高雄一起玩!  |

### 活動主持
- 2011年，【行政院交通部觀光局】新加坡NATAS旅遊展 - 台灣館
- 2012年，【行政院外交部】非洲服飾與文化展大會活動（史瓦帝尼、布吉納法索、聖多美普林西比、甘比亞大使 出席）[10]
- 2015年，【台灣經濟交流使命執行委員會】FACo in Taipei 福岡時裝秀 (辦於松山菸廠)[11]
- 2016年，【台北市政府商業處】悠遊卡八大商圈便利支付記者會 (柯文哲 出席)
- 2017年，【交通部觀光局+雲林縣政府】台灣燈會在雲林大會 (蔡英文 出席)[12]
- 2019年，【Jimmy Choo】春夏鑑賞發表會（鍾瑶 出席）[13]
- 2019年，【Paul Smith】春夏鑑賞發表會（溫貞菱 黃河 出席）[14]
- 2019年，【海地大使館】海地不思議文化推廣記者會 (海地大使 出席)
- 2019年，【速威集團】能源交易大會（阿曼&阿拉伯聯合大公國）
- 2019年，【中華民國對外貿易發展協會】台灣國際蘭展開幕記者會 (蔡英文 出席)[15]
- 2019年，【行政院農業委員會農糧署】冬山茶藝文化節開幕記者會 (蔡英文 出席)
- 2020年，【新北市政府】新北振興168抽獎記者會 (侯友宜 出席)
- 2021年，【行政院外交部】帛琉旅遊泡泡啟動記者會 (帛琉總統惠恕仁 & 賴清德 出席)[16]
- 2021年，【三軍總醫院松山分院】航空醫學大樓開工動土典禮 (蔡英文 出席)

### 網路主持
- 2014年，Techalook 中文台
- 2021年，幣評 Bitpeen

## 演出作品

### 電影
- 2017年，《驚世俠盜傳》，飾演姑媽 （愛奇藝）

### 短片/微電影
- 2017年，【桃園市新屋區九斗社區】－ 蜂九斗／社區蜂潮[17]
- 2017年，【宜蘭縣員山鄉結頭份社區】－ 歌仔戲的故鄉[18]
- 2019年，【Rockman】 - 美國虛擬實境影片
- 2010年，【十二星座分手系列】 - 水瓶座[19]

### 音樂錄影帶(MV)
- 2006年，張瑋倫 《冒險日記》

## 代言
- 2019年，「MISS SAKE TAIWAN」日本清酒協會推廣大使[6]

## 外部連結
1. Yuki 遊姬的Facebook粉絲專頁
2. YÜKI 個人部落格 （页面存档备份，存于）
3. Youtube頻道 - TechaLook 中文台 （页面存档备份，存于）
4. Youtube頻道 - 幣評 Bitpeen （页面存档备份，存于）